# Concerto Italiano
Concerto Italiano – włoski zespół muzyki dawnej znany z wykonań utworów Händla, Scarlattiego, Vivaldiego, Charpentiera, Melaniego, Pergolesiego, Stradelli i innych. Został założony w 1984 przez Rinaldo Alessandriniego.
Zespół zdobył wiele nagród, m.in. Gramophone Awards, Diapason d’Or, Der Deutsche Schallplattenpreis, Cannes Classical Award – Disque de l’Année, Grand Prix de la Nouvelle Académie du Disque czy Grand Prix de l’Académie Charles Cros.
W latach 2008 i 2009 wystąpił na krakowskim festiwalu Misteria Paschalia.